# Dark Wings of Steel
Dark Wings of Steel è un album studio del gruppo musicale italiano Rhapsody of Fire, pubblicato il 22 novembre 2013.
Si tratta del primo CD dopo l'uscita dalla band del chitarrista e cofondatore Luca Turilli, che in precedenza si era sempre occupato delle liriche dei vari lavori. I testi di questo disco sono stati scritti da Fabio Lione.

## Tracce
Testi e musiche di Fabio Lione, Roby De Micheli, Alex Staropoli, Manuel Staropoli.
1. Vis divina – 1:28
2. Rising from Tragic Flames – 6:16
3. Angel of Light – 7:05
4. Tears of Pain – 6:27
5. Fly to Crystal Skies – 5:13
6. My Sacrifice – 8:05
7. Silver Lake of Tears – 5:00
8. Custode di pace – 5:07
9. A Tale of Magic – 4:18
10. Dark Wings of Steel – 5:51
11. Sad Mystic Moon – 4:36

Tracce bonus dell'edizione digitale e in vinile
1. A Candle to Light (extended version)

## Formazione

### Gruppo
- Fabio Lione - voce
- Roberto De Micheli - chitarra
- Alessandro Staropoli - tastiere
- Alex Holzwarth - batteria
- Oliver Holzwarth - basso

### Ospiti
- Vito Lo Re - direttore d'orchestra